# Gustaw Wassercug
Gustaw Wassercug (ur. 6 listopada 1893 w Łodzi, zm. 23 sierpnia 1944 w Kujbyszewie) – polski prawnik, dziennikarz (publikował pod pseudonimem Marian Drogoszewski, G. Was), redaktor łódzkich gazet i czasopism, pochodzenia żydowskiego.
Syn Feliksa (Fajwla) (ur. 4 lutego 1864, zm. 3 listopada 1937) i Rywki z Wajnbergów (ur. 13 marca 1871).
Uzdolniony muzyczne, grał na wiolonczeli.
Uczęszczał do Szkoły Handlowej Zgromadzenia Kupców w Łodzi.
Tam w 1908 od września do listopada nielegalnie wydawał drukowany na hektografie, społeczno-literacki dwutygodnik młodzieżowy „Nasza Myśl”. W skład komitetu redakcyjnego wchodzili m.in.: Włodzimierz Koczorowski, Bolesław Dudziński i Jan Kowalewski. Do 6 zachowanych numerów pisma informacji dostarczały uczennice ostatnich klas pensji żeńskiej Okuszko-Konarzewskiej.
Zapewne za publikowanie tekstów ośmieszających dyrektora swojej szkoły Wacława Klossa został w 1909 relegowany ze szkoły.
Maturę uzyskał w Pabianicach.
W latach 1909–1913 studiował w Akademii Handlowej w St. Gallen.
W 1915 rozpoczął studia prawnicze na Uniwersytecie Warszawskim, które ukończył, lecz w zawodzie prawnika nie pracował, został dziennikarzem.
Rozpoczął od publikacji na tematy prawne w „Kurierze Łódzkim”.
Prowadził dział handlowy w „Gazecie Łódzkiej” Jana Grodka.
W 1918 wstąpił ochotniczo do Legii Akademickiej, służył w wojsku do 1920, uczestniczył w wojnie polsko-bolszewickiej.
Po demobilizacji pracował początkowo w „Głosie Polskim”, potem przez krótki czas w „Republice” i znów w „Głosie Polskim”. W 1929 r. podjął współpracę z „Głosem Porannym”, którego był współzałożycielem, współredaktorem i udziałowcem. Pisał dla tej gazety m.in. felietony i recenzje teatralne.
W latach 1928–1929 był redaktorem naczelnym popołudniówki „Ilustrowana Prasa Wieczorna”, a następnie dodatku tygodniowego do „Głosu Porannego” pt. „Rewia” (1934-39). W 1933 wydał zbiór felietonów Menażeria ludzka. Świat i ludzie w krzywym zwierciadle felietonów.
W 1937 mieszkał w Łodzi przy ul. Piotrkowskiej 121.
Po wybuchu II wojny światowej 5 września 1939 opuścił Łódź przed zajęciem jej przez Niemców i udał się poprzez Ostróg i Równe do Lwowa.
Pozostał we Lwowie po jego kapitulacji 23 września 1939 i okupacji przez Armię Czerwoną w wyniku napaści Związku Radzieckiego na Polskę 17 września 1939.
Władze radzieckie planowo niszczyły kulturę polską, a przedstawicieli inteligencji, działaczy społecznych i politycznych deportowały w głąb Związku Radzieckiego m.in. na Syberię, do Komi, Kazachstanu czy do republik Powołża i Gustaw Wassercug także został ze Lwowa deportowany.
W czerwcu 1941 przebywał w Nowoanewsku w obwodzie stalingradzkim, następnie został skierowany do Sernowodska, a wreszcie do sowchozu „Kultura” w pobliżu Kujbyszewa w obwodzie kujbyszewskim, gdzie pracował jako zastępca głównego księgowego.
23 sierpnia 1944 zmarł na zawał serca w Kujbyszewie i tam został pochowany.
Z małżeństwa z Heleną z Fajgenbaumów (ur. 29 stycznia 1898) miał syna Jana Jakuba Stanisława (ur. 21 października 1924).
Jego siostra Dorota (Dora) Felicja (ur. 1899), dziennikarka, mieszkająca w Łodzi przy ul. Mielczarskiego 24 przebywała w getcie łódzkim.